# Marguerite Ammann
Marguerite Ammann (* 30. August 1911 in Basel; † 4. April 1962 ebenda) war eine Schweizer Malerin, Grafikerin und Illustratorin.

## Leben und Werk
Marguerite Ammann besuchte die Allgemeine Gewerbeschule Basel und die Grafikklasse an der Württembergische Staatliche Kunstgewerbeschule Stuttgart, wo sie von Friedrich Hermann Ernst Schneidler unterrichtet wurde.
Anschliessend hielt sich Marguerite Ammann zusammen mit Helmut Andreas Paul (HAP) Grieshaber in London auf und arbeitete für die Zeitschrift Vogue. Von 1932 bis 1933 lebte sie mit HAP und Klaus Vrieslander in Ägypten in der Nähe von Kairo. Ihre erste Ausstellung im August 1932 in Alexandrien zeigte erste Temperabilder.
Zurück in Basel ab 1933 erarbeitet sich Marguerite Ammann eine erfolgreiche Künstlerinnenkarriere, mit regelmässigen Gruppen- und Einzelausstellungen und Malreisen nach Griechenland, Florenz und Paris.
Marguerite Ammann erhielt 1940 ein Eidgenössisches Kunststipendium. 
Sie schuf zu ihren Bildern und Illustrationen (Kinderbücher und für die Weltwoche und Annabelle) auch Teppichentwürfe. Im Rahmen der Kunstkreditwettbewerbe konnte sie einige Wandgestaltungen in öffentlichen Gebäuden verwirklichen.
Mit zunehmendem Erfolg konnte Marguerite Ammann auch Ausstellungen im Ausland bestreiten: 1949 in Paris, 1953 in München, ferner an Gruppenausstellungen in Graz, Bozen, Leverkusen, Graz und Tokio.
Von 1954 bis 1959 war Marguerite Ammann das erste weibliche Mitglied der Eidgenössischen Kunstkommission.
Marguerite Ammann erhielt gezielte Unterstützung für ihr Schaffen u. a. durch Sigfried Giedion, Peter Mieg, Werner Reinhart, Paul Sacher und Maja Sacher.